# Gondwanapleuropholis longimaxillaris
Gondwanapleuropholis longimaxillaris è un pesce osseo estinto, forse appartenente ai folidoforiformi. Visse probabilmente nel Giurassico superiore (circa 160 - 150 milioni di anni fa) e i suoi resti fossili sono stati ritrovati in Sudamerica.

## Descrizione
Questo pesce era di piccole dimensioni, e solitamente non superava la lunghezza di 6 centimetri. Era dotato di un corpo slanciato; la testa era caratterizzata da una piccola bocca rivolta all'insù, e numerose ossa infraorbitali e supraorbitali. Il corpo era ricoperto lungo i fianchi da scaglie allungate, come l'affine Pleuropholis. Si distingueva da quest'ultimo principalmente per una mandibola più allungata, con un processo coronoide basso, una mascella allungata che si estendeva fino al margine orbitale posteriore e per un condilo del quadrato che si trovava sotto il terzo posteriore dell'orbita. Il preopercolo, inoltre, era diviso in un ramo dorsale verticale e in un corto ramo ventrale espanso. 

## Classificazione
Gondwanapleuropholis è un rappresentante dei Pleuropholidae, un gruppo di pesci di piccole dimensioni caratterizzati da lunghe scaglie lungo i fianchi, considerati a volte appartenenti al gruppo parafiletico dei folidoforiformi. Gondwanapleuropholis longimaxillaris è stato descritto per la prima volta nel 2002, sulla base di resti fossili ritrovati in Brasile nordorientale, nella formazione Pastos Bons, probabilmente risalente al Giurassico superiore. 